# Matador, Texas
Matador är administrativ huvudort i Motley County i Texas. Matador har varit countyhuvudort sedan 1891. Enligt 2010 års folkräkning hade orten 607 invånare.